# Leo Brewster

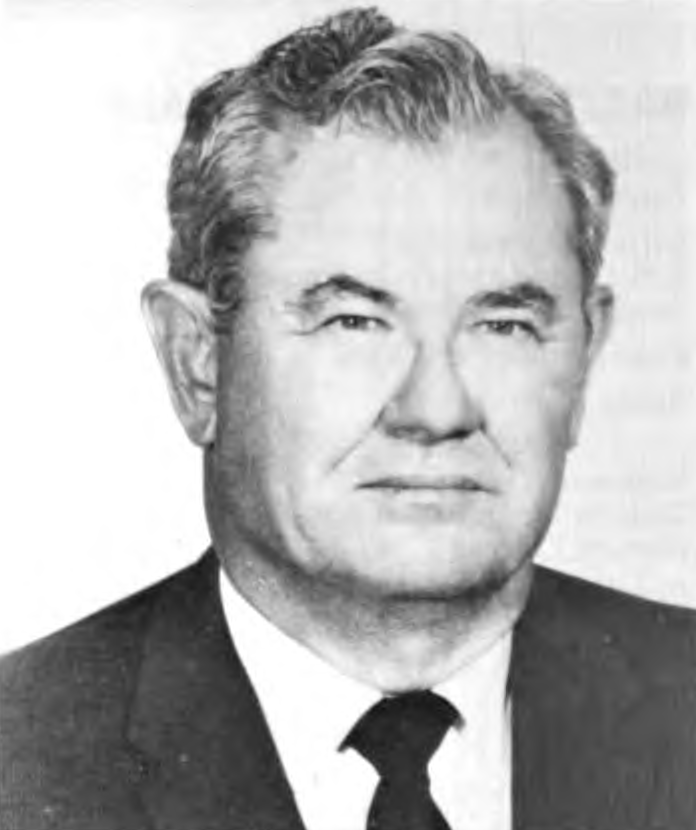
Leo Brewster

Leo Brewster (* 16. Oktober 1903 in Fort Worth, Texas; † 27. November 1979 ebenda) war ein US-amerikanischer Jurist. Nach seiner Berufung durch Präsident John F. Kennedy fungierte er ab 1962 als Bundesrichter am Bundesbezirksgericht für den nördlichen Distrikt von Texas.

## Werdegang
Leo Brewster besuchte nach seinem Schulabschluss die University of Texas in Austin, an deren School of Law er 1925 den Bachelor of Laws erwarb. Anschließend war er bis 1962 in seiner privaten Praxis in Fort Worth tätig. Während dieser Zeit fungierte er von 1935 bis 1939 als stellvertretender Bezirksstaatsanwalt im Tarrant County.
Am 25. September 1961 wurde Brewster durch Präsident Kennedy erstmals als Richter am United States District Court for the Northern District of Texas nominiert; es erfolgte dazu jedoch kein Votum des US-Senats. Am 5. Oktober desselben Jahres nutzte John F. Kennedy ein Recess Appointment während der Sitzungspause des Kongresses, um den neu eingerichteten Sitz mit Brewster zu besetzen. Die formale Berufung erfolgte am 15. Januar 1962, woraufhin der Senat Brewsters Ernennung am 16. Januar desselben Jahres bestätigte und dieser sein Amt beim District Court einen Tag darauf offiziell antreten konnte. Von 1972 bis 1973 war er als Chief Judge Vorsitzender dieses Bundesgerichts. Am 1. November 1973 wechselte er in den Senior Status und ging damit faktisch in den Ruhestand. Sein Sitz fiel an Robert William Porter; den Vorsitz des Gerichts übernahm William McLaughlin Taylor. Leo Brewster starb am 27. November 1979 in Fort Worth und wurde im dortigen Greenwood Memorial Park beigesetzt.